# Spilogale angustifrons
La mofeta moteada del Sur o zorrillo manchado del Sur (Spilogale angustifrons) es una especie de mamífero carnívoro de la familia Mephitidae. Se encuentra en Belice, Costa Rica, El Salvador, Guatemala, Honduras, México, y Nicaragua.